# Josie Arlington
Josie Arlington (1864 – 14 de febrero de 1914) fue una prostituta y madam en el distrito de Storyville de Nueva Orleans, Luisiana.

## Primeros años
Arlington nació como Mary Deubler en Nueva Orleans de padres alemanes. Aunque astuta, Arlington era conocida por su mal genio y por ser violenta. Empezó a trabajar como prostituta en 1881, para apoyar con los ingresos a su familia pobre, y abrió un burdel en 172 Customhouse Street antes del asesinato de su hermano Peter Deubler en noviembre de 1890.
En aquel momento, la señorita Mary Deubler utilizaba el nombre de Señora de Phillip Lobrano para propósitos profesionales. Había conocido a Lobrano a los 16 años cuando le ofreció su 'protección'. El Señor Lobrano y Peter Deubler tuvieron una discusión estando borrachos, y Peter había seguido a Lobrano desde un bar hasta el local en Customhouse Street. Si bien los relatos de los testigos se disputaron durante años, Phillip Lobrano afirmó que disparó a Peter Deubler en la cara delante de su hermana Josie en defensa propia. Peter murió el 9 de diciembre de 1890, diez días después. El 31 de marzo de 1892, Phillip Lobrano fue absuelto después de un segundo juicio. Mientras tanto, Josie había cortado toda relación profesional y sentimental con Lobrano, y buscaba volverse más respetable.
Cuatro o cinco años después de la muerte de su hermano, había conseguido despojarse de su reputación anterior y tomado un nuevo amante, John Thomas "Tom" Brady que era un empleado en la oficina de Tesoreros de la ciudad. Ella y Brady habían visitado el Arlington Hotel en Hot Springs, Arkansas y allí presenció de primera mano el estilo de vida lujoso de la alta sociedad y resolvió imitarlo en su burdel. Le cambió el nombre a "Chateau Lobrano d'Arlington" y empezó a contratar chicas extranjeras para aumentar el interés de los clientes ricos. Empezó a hacer negocios con Tom Anderson, que operaba un restaurante cercano que rebautizó The Arlington.
Anderson se enteró de la ordenanza para crear un distrito de prostitución regulado antes que la mayoría, y él y Josie adquirieron propiedades selectas en Basin Street cerca de la entrada de la futura área de Storyville.

## Época de Storyville
En 1898, cuando Storyville fue establecido, Arlington mudó su negocio a una mansión de cuatro pisos en 225 North Basin Street. La casa, actualmente demolida, era fácilmente identificable por su cúpula de cebolla. Su renovación costó según los informes 5,000 dólares.
El establecimiento, formalmente llamado Chateau Lobrano d'Arlington pero localmente conocido como The Arlington, destacaba por su opulencia. Ofrecía diez o doce chicas en cualquier momento, así como un 'circo' de sexo en vivo que podía ser visto por una tarifa adicional. Aunque tenía fama de depravación, Josie reclamó que ninguna virgen había sido nunca profanada o explotada en su negocio.
El Arlington resultó dañado en un incendio en 1905. La madam y sus chicas fueron acogidas temporalmente por Tom Anderson, amante/amigo de Arlington. El establecimiento de Anderson obtuvo el apodo 'El anexo de Arlington' como resultado. Arlington cerró su burdel en 1909 y se retiró. Muchos de sus activos fueron comprados por Tom Anderson.

## Muerte y entierro
Arlington murió en 1914 y fue enterrada en el Metairie Cemetery, en una tumba diseñada por Albert Weiblen. La tumba presenta una puerta de bronce con una figura femenina del mismo material. El mausoleo pronto se convirtió en una atracción turística, lo que mortificaba a la familia de Arlington. El cuerpo fue más tarde trasladado a otra ubicación dentro del mismo cementerio.
El mausoleo alberga ahora a miembros de la familia Morales. Se cree que la figura femenina representa a una joven virginal que se aleja de la puerta de Arlington, siguiendo la afirmación de la madam de que no fue mancillada la inocencia de ninguna mujer en su establecimiento.

## En la cultura popular
La novela Madam: A novel of New Orleans de Cari Lynn y Kellie Martin (Penguin/Plume, 2014) se basa en la historia de Mary Deubler antes de convertirse en Madam Josie Arlington.